# شپاشباخ (بادن-وورتمبرگ)
شپاشباخ (به آلمانی: Spechbach) یک شهر در آلمان است که در راین-نکار-کرایس واقع شده‌است. شپاشباخ ۱٬۶۹۸ نفر جمعیت دارد.